# Neuracanthus lindaui
Neuracanthus lindaui är en akantusväxtart som beskrevs av C. B. Cl.. Neuracanthus lindaui ingår i släktet Neuracanthus och familjen akantusväxter. Inga underarter finns listade i Catalogue of Life.